# Åkerstein
Åkerstein är en svensk adelsätt från Stockholm.
Släkten adlades år 1808, den bar även före detta namnet Åkerstein. Den introducerades på Sveriges Riddarhus år 1809 som adlig släkt nummer 2193.